# Phaloria pentecotensis
Phaloria pentecotensis är en insektsart som beskrevs av Desutter-grandcolas 2009. Phaloria pentecotensis ingår i släktet Phaloria och familjen syrsor. Inga underarter finns listade i Catalogue of Life.